# I'm With You
I'm With You е десетият студиен албум на американската фънк рок група Ред Хот Чили Пепърс, издаден на 29 август 2011 година. Албумът се изкачва до номер едно в класациите на 18 държави по света и достига до номер 2 в САЩ и Канада.
Албумът е продуциран от Рик Рубин и е първият албум на бандата след Stadium Arcadium от 2006 година. Това е първият албум на групата записан с китариста Джош Клингхофер, след като Джон Фрушанте напуска през 2009 година. Освен това е последната колаборация на групата с мениджъра им Рик Рубин, който записва заедно с групата от Blood Sugar Sex Magik през 1991 година.
Албумът получава повече положителни отзиви, като новия китарист Джош Клингхофер също се приема топло от критиката и публиката. Групата издава четири сингли от албума – The Adventures of Rain Dance Maggie, Monarchy of Roses, Look Around и Brendan's Death Song.
Албумът е обявен от Rolling Stone за осмия най-добър албум на 2011 година и е номиниран за Грами за най-добър рок албум.